# Guest (cràter)
Guest és un cràter d'impacte que es troba a la cara oculta de la Lluna, just al límit exterior de la vora oest del gran cràter Fermi. També es troba al nord d'Izsak, al nord-est d'Alden, al sud-est de Hilbert i al sud-sud-est de Kondratyuk.

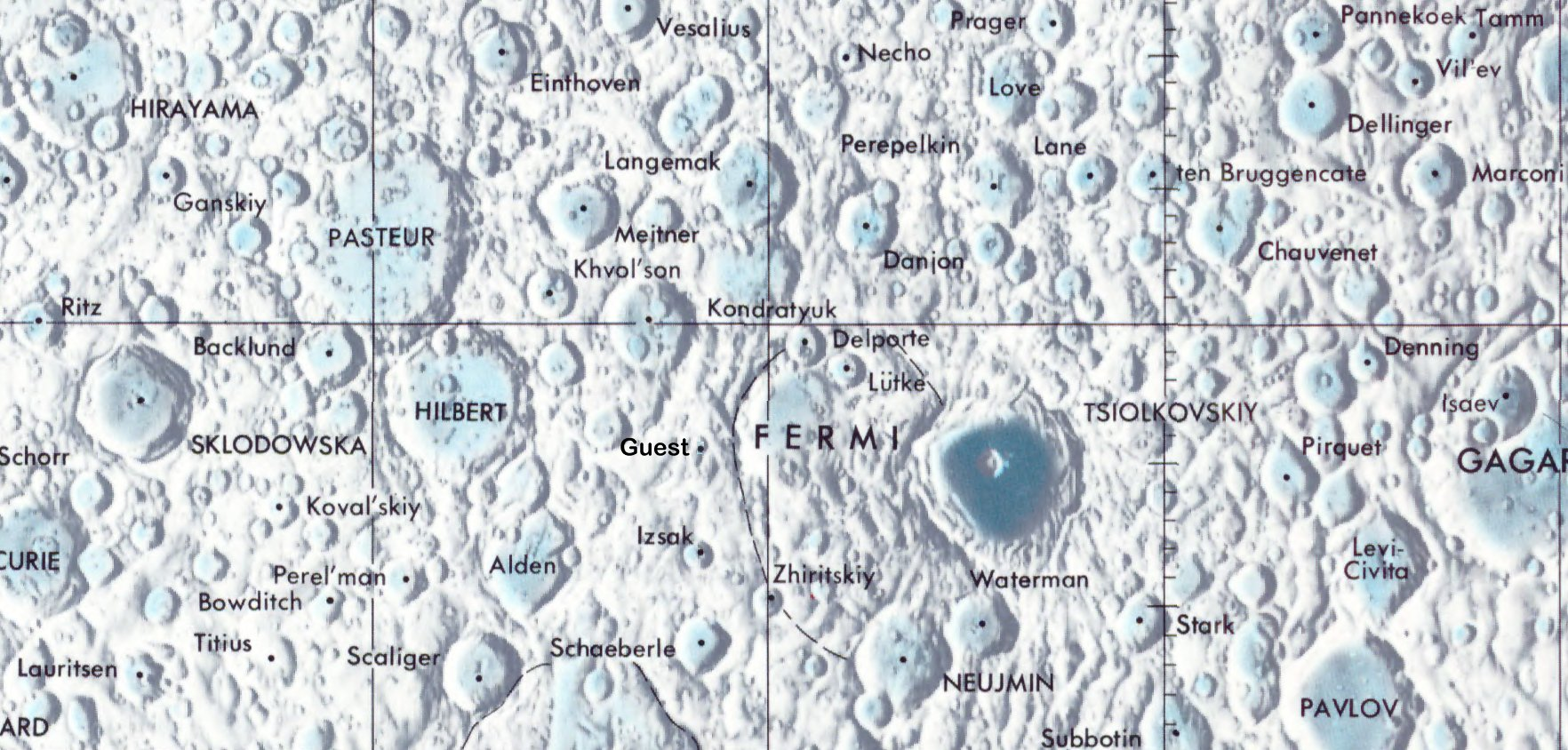
Localització de Guest (centre de la imatge)
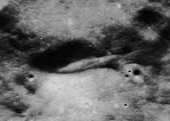
Detall que mostra el petit cràter amb petites esquerdes situat al costat del sector nord de Guest (imatge presa des del Apollo 15)

Forma part d'una dupla de cràters parells de similar grandària. Donada la seva alta albedo, es pensa que és un impacte relativament recent. Guest, més profund que el cràter adjacent a què se superposa parcialment, posseeix un perfil ben definit i sense mostres significatives d'erosió.
Porta el nom del geòleg, vulcanòleg i científic planetari britànic John E. Guest. El nom va ser adoptat per la UAI el 25 de juliol de 2017.